# Маздакизам
Маздакизам Научници су често мислили да је религиозно-комунистичка доктрина Маздака, пророка с краја V века који је проповедао први институционални комунизам у историји, представљао друштвену реформу манихејаца непријатељски настројених према сасанидском режиму, какви су били и други субверзивни покрети сродни манихејству.

## Маздак оснивач нове вере
Аскетизам што су га проповедали маздакити, посебно вегетаријанство, навео је друге да у њима виде манихејску јерес, док њихова теологија, сексуална слобода и борбена активност пре од њих праве неозороастерску реакцију на сасанидску неомаздаистичку строгост. Дуго довођен у везу са манихејством, Маздак је пре свега био ученик једног Заратустриног имењака, Заратушта, који се за социјалистичко учење борио у доба заточеништва краља Пироза код Хуна Хефталита. Ово је један аутор врло добро исправио, и у Маздаку, пре неголи оснивача нове вере, видео истинског верника зороастерске „Добре религије“, која је желела да у исти мах успостави и друштвену правду коју је проповедао Заратустра, и умерени дуализам Гата, супротан радикалном зерванитско-манихејском дуализму. Осим тога, по Маздаку, тама за своје постојање има да захвали само привременој штети, а очигледна супериорност светлости изићи ће као победник из те космичке незгоде. Исто тако, доводећи важност добрих дела у везу са извесним уздржавањима, али и величајући прокреацију, он потврђује вредност постојања и признаје му преображајну улогу у неумољивој судбини створења. Маздак, дакле, обнавља везе с добрим делом гатичког програма, и прелазећи на дело, оставља неомаздаизам укоченој статичности његовог обреда и његових догми које не доносе пожељни напредак у исправљању друштвених неправди. Окомљује се на повластице властеле, војске, свештенства и управних писара, а узима у одбрану сеоске слојеве. А много чистих зороастрејаца остали су верни својој земљорадничкој традицији. Осим материјалних добара, чију је правичнију расподелу тражио, за Маздака је и жена била сушти симбол својине која треба да буде заједничка, пошто је полигамија била могућна само богаташима. Управо ће проглашавање жена за заједничку својину и бити осовина његове револуције, и управо ће на томе она и пропасти. Колективно сједињавање, које је потицало од старих каспијских обичаја било је кључ његовог система. Давање нове вредности родоскврнућу само је проширило древну повластицу мага на све чланове заједнице. Ако су неомаздаисти оптуживали маздаките за родоскврнуће, један министар сасанидских муслимана касније ће написати: „Маздак није основао никакву нову религију, него је посреди баш маздаистичка религија, и учење које је допуштало односе са сопственом мајком или рођеном сестром“. Оженивши се својом кћерком Самбике, Кавад I поново је, заједно с Маздаком, успоставио стари обичај из ахеменидског доба који у сасанидско време није био сасвим укинут, иако је углавном био ограничен на Маге из Медије и на везе између браће и сестара од тетке. Родоскврнуће је, исто тако, проглашавано и за манихејску праксу, иако је Мани само признавао један персијски обичај који су људи тежили да, пред странцима, пребаце овој или оној заједници. Док је Мани сматрао да је свако телесно сједињење понижавајуће, манихејци су редовно, све до богумила и катара, услед своје аскетске одвратности према браку, били оптуживани за хомосексуалност.

## Обичаји
Ипак, Маздак је мање шокирао сасанидске обичаје проповедањем слободног сједињавања да би се дочепао полигамијске повластице богаташа. Религије које су се залагале за чедност нису никад имале успеха у Персији. Проповедајући уздржавање за пред крај живота, Митрине мистерије морале су да се повлаче према западу, а Христове присталице које су хвалиле врлине неженства биле су заустављене у свом напредовању на исток. Будизам је, због свог аскетизма, морао да устукне пред зороастризмом и исламом. Аскетизам је могао само да плаши неприпремљено друштво и да одговара искључиво једној категорији духовника који су схватали његову вредност. Маздак је, пак, хтео да, као и Заратустра, брзо измени друштвене обичаје, било да су посреди његови верници или не. Обећавати поделу добара и сексуалну слободу је једно, а хтети дубоку реформу људских бића на основу зороастријског виђења нешто сасвим друго. Зато Заратустра није дирао у спољне склопове аријевског друштва, иако није прихватио неправичност ни једног човека, ма које место заузимао у индо-иранској друштвеној тројној подели. Супротно томе, Маздаков духовни аскетизам, тиме што је одбацивао једење меса, да се нипошто не би проливала крв, учинио је вегетаријанство непривлачним за сасанидско друштво, што нимало не говори овоме у прилог, а тај преурањени комуниста овде је само преузео пацифистичке и аскетске склоности које су се криле у зороастризму.

## Маздак проглашен за врховног Мага
Догађаји нису допустили Маздаку да развије племенитост своје етике. Пред влашћу уздрманом услед рата против Хефталита, крупни феудалци препуштени су сувереним политичким невољама, Пироз је убијен, а Персија је била принуђена да плаћа данак Хунима. Краљ Кавад I реаговао је против моћника у свом краљевству и стао уз Маздакове идеје о подели земљишта. Као и Мани пре њега, тако је и Маздак дошао на двор у Ктесифону и био проглашен за врховног Мага од краља који је прогласио једнакост у погледу броја супруга. Феудалци су омрзли Маздака зато што је, у духу једнакости, уништио многобројне жртвенике ватре који су били такмаци Вархан ватри или светој ватри краља. Након што је Кавад I 496. био свргнут од једне бунтовничке странке кнежева и свештеника, Кавада су из „Замка заборава“ ослободили његови верници и вратили га на власт уз оружану подршку Хуна, код којих је био избегао. Али, приморан да се помири са феудалцима, Кавад је обновио везе са зороастерским свештенством и одвојио се од комунизма, али је ипак ублажио законе о браку и отпочео земљишну реформу.

## Породица код Маздакита
Проповедајући заједништво жена, Маздак је отишао много даље од марксизма, који је очувао склоп традиционалне породице. Али, први комуниста на свету није предвидео да се, разбијањем породичне ћелије, из тих заједница без сутрашњице рађа мноштво сирочади услед којих је маздакитска заједница запала у веома болну пометњу. Реакција једног друштва које се одувек одликовало бригом за децу, какво је било зороастерско друштво, могла је бити само сурова, јер већ тад се друштво бавило тиме да сиромашним девојкама даде мираз како би се могле удати. Маздакова револуција оманула је у духовној равни зато што је Маздак намеравао да измени људе тако што ће им наметнути заједничку идеологију, не водећи при томе рачуна о егоизму, што је истински узрок друштвених несрећа. Управо зато је мало очева похитало да призна децу рођену из сједињавања с незнанкама.
Из Маздаковог комунистичког учења, треба ипак запамтити једну лекцију. Само Бог може да буде заједнички именитељ једнакости људи. Само једно врховно биће које укида раздаљине и неједнакости у простор-времену може да види бића у њиховој истинској суштинској једнакости. У ствари, како тежити успостављању друштвене једнакости у једном свету мешовите природе, где свака несрећа, свака патња налазе оправдање тек у равни преображеног света, јер је такав свет ослобођен своје почетне мрачне љаге, ограничења, болести и смрти.